# Делвина
Делвина (албански: Делвине или Делвина, грчки : Δελβινο, Делвино) је град и општина у округу Влоре, на југу Албаније, 16 км североисточно од Саранде. Настала је реформом локалне управе 2015. године спајањем бивших општина Делвине и Верго, које су постале општинске јединице. Седиште општине је град Делвина. Укупна популација је 7.598 (попис становништва из 2011.), на укупној површини од 183,01 km². Број становника бивше општине према попису становништва из 2011. године било је 5.754.
Град је изграђен на падини планине. Има џамију, католичку цркву, протестантску цркву и православну цркву. У близини се налазе остаци средњовековног замка. Југозападно од града налази се локалитет древне Фенике који је 2005. проглашен Археолошким парком.
Мало је локалног запослења осим оног што га пружа држава, а Делвина има мало користи од туристичког процвата у Саранди.
У граду живи мешовито становништво: Албанци и Грци. Према Хјуман рајтс вочу, Грци су чинили 50% становништва града 1989. године, али то је пало на 25% у 1999. години.

## Историја
У античко време овај крај је било насељен грчким племеном Хаонијаца. У средњем веку, Делвина је била део Епирске деспотовине. Након пораза словенских племена 616. године, када су неуспешно опколили Солун, једно од племена (Вајонити) прешло је у Епир. Све до 14. века овај крај у Епиру се називао Ванегеција, од имена овог словенског племена. Слични топоними попут Вијаните или Вијантије преживели су до 16. века када су замењени именом Делвине.

### Делвина под отоманском турском контролом
Одвојени санџак Делвина (област) основан је средином 16. века, због потребе да се обезбеди отоманска контрола у региону према потенцијалној млетачкој инфилтрацији из оближњег Бутринта и да се контролише побуњеничка зона Химара. Окружни град је био Делвина, али током 18. века локални Паша је седиште санџака преселио из Делвине у Гјирокастер. Службено име се, међутим, није променило, јер се такође називало Санџак Гјирокастер.
У црквеном запису из 1635. године, Кодекс Делвинске цркве написан грчким језиком бележио је да се број муслимана повећао и да су они насељавали четврти где живе православни хришћани, одуземајући им цркве и претварајући их у џамије, на тај начин присиљавајући не-исламизиране хришћане да се преселе у друге четврти града. Турски путник Евлија Челебија посетио је Делвину око 1670. године и у свом путопису дао неке информације о граду. Извештавао је да је Делвина у средњем веку била у рукама Шпанаца, а касније и Млечана. У своје време Ајаз Мехмет-паша - рођени Албанац - био је санџакбег Делвине. Санџак је покривао 24 зеамета и 155 тимара. Према опису Челебије, мала тврђава је имала добру цистерну, складиште муниције и малу џамију. У граду је било око 100 кућа од опека. Оне су биле релативно удаљене и скоро свака кућа је имала торањ. Напоменуо је да недостаје градски зид. Било је неколико џамија, три медресе и око 80 продавница, као и пијаца. Челебија је такође приметио да су у то време сви становници Делвине говорили албански језик и да нису знали грчки језик. У црквеном запису из 1730. године, Кодекс цркве Делвине приметио је да су неки хришћански грчки свештеници имали језичке потешкоће у обраћању својој заједници јер су у селу Делвина живели хришћански сељаци који су говорили албански. Локална дијаспора у Венецији као део венецијанско-грчке заједнице Братство Св. Николе, финансијски је подржавала разне иницијативе за ширење грчког образовања у 18. веку. Тако су у два случаја 1713. и 1749. године, Спирос Стратис и Спиридон Ризос, угледни припадници локалне дијаспоре у Венецији, финансијски подржали ширење локалног грчког образовног система, и донирали огромне суме новца локалним православним манастирима и црквама.
1878. избила је грчка побуна, са јединицом од 700 револуционара, углавном Епирота, који су преузели контролу над Сарандом и Делвином. Међутим, угушиле су је отоманске трупе, које су спалиле 20 села у региону.
Почетком 20. века у Делвини је формирана чета (наоружана група) која се састојала од 200 активиста Албанског народног препорода. За време Балканских ратова и после отоманског пораза, грчка војска је 3. марта 1913. ушла у град. У јуну 1914. године у граду је одржана конститутивна скупштина представника Северног Епира на којој је након расправе коначно одобрен Крфски протокол 26. јула 1914. Делвина је тада постала део краткотрајне Аутономне Републике Северни Епир.

## Јеврејска заједница
До Другог светског рата, у Делвини је постојала мала јеврејска заједница. Састојала се од Јевреја из Шпаније који су дошли у Делвину када је град био под османском влашћу, и имали су блиске везе са великом јеврејском заједницом у Јањини. Након рата, готово сви Јевреји су емигрирали у Израел.

## Образовање
Прва школа у Делвини, школа грчког језика, основана је 1537. године, када је град још био под контролом Млетачке републике, а одржавали су је завештањима богатих локалних породица. Чак је 1875. године основана грчка женска школа.

## Међународни односи

### Градови близанци – Градови сестре
Делвина је близанац са:
- Саранда, Албанија

## Угледни људи
- Цариградски патријарх Серафим II, свештеник и Васељенски патријарх Цариграда
- Темистоклис Бамихас, грчки етнички политичар и представник Северног Епира на Париској мировној конференцији 1919.
- Авни бег Делвине, бег града, био је један од потписника Декларације о независности Албаније
- Сулејман Делвина, пети премијер Албаније
- Сабри Годо, писац и политичар
- Лимоз Диздари, композитор
- Лаерт Васили, глумац и редитељ